# Lamont Dozier
Lamont Herbert Dozier, född 16 juni 1941 i Detroit, Michigan, död 8 augusti 2022 nära Scottsdale, Arizona, var en amerikansk låtskrivare, musikproducent och sångare. 
Dozier var medlem i den framgångsrika låtskrivartrion Holland-Dozier-Holland tillsammans med bröderna Eddie och Brian Holland. De tre skrev och producerade en lång rad hits för skivbolaget Motown, bland annat för The Supremes, The Four Tops och Martha and the Vandellas. Dozier hade 1972 själv en mindre hit med låten "Why Can't We Be Lovers" skriven av gruppen. 
Dozier lämnade Holland-Dozier-Holland 1973 och gav året därpå ut soloalbumet Out Here on My Own, från vilket han hade framgångar med låtarna "Trying to Hold on to My Woman" och "Fish Ain't Bitin'". Som soloartist var han sedan som mest aktiv under 1970-talet, men spelade även efter in flera skivor. Han fortsatte också skriva låtar åt andra artister, bland annat "Two Hearts" tillsammans med Phil Collins, som Collins hade en stor hit med från soundtracket till filmen Buster 1988.
Holland-Dozier-Holland valdes in i Rock and Roll Hall of Fame 1990.

## Diskografi
- 1974 – Out Here on My Own
- 1975 – Black Bach
- 1975 – Love & Beauty
- 1976 – Right There
- 1977 – Peddlin' Music on the Side
- 1979 – Bittersweet
- 1981 – Lamont
- 1981 – Working on You
- 1983 – Bigger Than Life
- 1991 – Inside Seduction
- 2004 – Reflections Of